# Thế vận hội Mùa hè 1908
Thế vận hội Mùa hè 1908 (tên chính thức là Thế vận hội Mùa hè lần thứ IV và cũng được biết đến với tên gọi Luân Đôn 1908) là một sự kiện thể thao quốc tế đa môn được tổ chức tại Luân Đôn, Anh, từ ngày 27 tháng 4 đến ngày 31 tháng 10 năm 1908. Ban đầu, kỳ Thế vận hội 1908 được dự kiến tổ chức tại Rome (Ý). Tuy nhiên, vào ngày 6 tháng 4 năm 1906, người ta thông báo rằng Thế vận hội 1908 được chuyển sang Luân Đôn vì lý do tài chính, sau vụ phun trào dữ dội của núi lửa Vesuvius năm 1906, khiến hơn 100 người thiệt mạng. Cuối cùng, Rome đã đăng cai Thế vận hội vào năm 1960.
Đây là kỳ Thế vận hội Mùa hè hiện đại thứ tư tính theo trình tự thời gian, dựa trên chu kỳ bốn năm hiện nay, khác với chu kỳ xen kẽ bốn năm được đề xuất cho Thế vận hội Xen kẽ (Intercalated Games). Chủ tịch Ủy ban Olympic Quốc tế (IOC) tại kỳ Thế vận hội này là Nam tước Pierre de Coubertin.
Với tổng thời gian kéo dài 187 ngày (tức sáu tháng và bốn ngày), đây là kỳ Olympic hiện đại kéo dài nhất trong lịch sử.

## Môn thể thao
Có 22 môn thể thao được thi đấu tại Thế vận hội Mùa hè 1908, bao gồm 110 nội dung, trải rộng trên 25 phân môn thể thao.
{{Columns-list|
- Thể thao dưới nước  
  -  Nhảy cầu (2)

- -  Bơi lội (6)

- -  Bóng nước (1)

- Bắn cung (3)

- Điền kinh (26)

- Quyền Anh (5)

- Xe đạp (7)

- Đấu kiếm (4)

- Trượt băng nghệ thuật (4)

- Bóng đá (1)

- Thể dục dụng cụ (2)

- Khúc côn cầu trên cỏ (1)

- Jeu de paume (1)

- Bóng vợt (Lacrosse) (1)

- Mã cầu (1)

- Rackets (2)

- Đua thuyền (4)

- Bóng bầu dục liên hiệp (1)

- Thuyền buồm (4)

- Bắn súng (15)

- Quần vợt (6)

- Kéo co (1)

- Đua mô tô nước (3)

- Vật

- - Tự do (5)
  - Greco-Roman (4)

## Các quốc gia tham dự
Thế vận hội 1908 có sự tham gia của vận động viên từ 22 Ủy ban Olympic Quốc gia. Phần Lan, Thổ Nhĩ Kỳ và New Zealand (trong thành phần đội tuyển Australasia) lần đầu tiên góp mặt tại Thế vận hội. Việc Vương quốc Anh thi đấu như một đội tuyển thống nhất đã khiến một số vận động viên Ireland bất mãn, vì họ cho rằng Ireland nên được thi đấu riêng, dù khi đó vẫn thuộc Vương quốc Anh. Họ viện dẫn tiền lệ của Đại Công quốc Phần Lan, vốn là một phần của Đế quốc Nga nhưng vẫn thi đấu tại Luân Đôn như một quốc gia độc lập. Lo sợ khả năng Ireland tẩy chay, ban tổ chức đã đổi tên đội thành "Great Britain/Ireland" (Vương quốc Anh/Ireland), và trong hai môn là khúc côn cầu trên sân và mã cầu, Ireland thi đấu như một đội tuyển riêng, giành huy chương bạc ở cả hai nội dung – tuy nhiên, các huy chương này vẫn được tính vào tổng thành tích của Vương quốc Anh.
Các vận động viên gốc Ireland tại Hoa Kỳ không bị ảnh hưởng bởi tranh cãi này, và nhiều người trong số họ – là dân nhập cư – đã thi đấu cho đội tuyển Olympic Hoa Kỳ với tư cách là thành viên của Câu lạc bộ điền kinh người Mỹ gốc Ireland. Thành viên của câu lạc bộ này đã giành được 10 trong tổng số 23 huy chương vàng của đội tuyển Mỹ – bằng tổng số huy chương vàng của ba quốc gia Pháp, Đức và Ý cộng lại.
| Các Ủy ban Olympic Quốc gia tham dự |
| --- |
| - Argentina (1) - Australasia (30) - Áo (7) - Bỉ (88) - Bohemia (19) - Canada (87) - Đan Mạch (79) - Phần Lan (67) - Pháp (363) - Đức (81) - Anh Quốc (676) (chủ nhà) - Hy Lạp (20) - Hungary (63) - Ý (68) - Hà Lan (113) - Na Uy (69) - Đế quốc Nga (6) - Nam Phi (14) - Thụy Điển (168) - Thụy Sĩ (1) - Thổ Nhĩ Kỳ (1) - Hoa Kỳ (112) |

## Bảng tổng huy chương
| Hạng                | NOC                 | Vàng | Bạc | Đồng | Tổng số |
| ------------------- | ------------------- | ---- | --- | ---- | ------- |
| 1                   | Anh Quốc (GBR)[a]   | 56   | 51  | 39   | 146     |
| 2                   | Hoa Kỳ (USA)        | 23   | 12  | 12   | 47      |
| 3                   | Thụy Điển (SWE)     | 8    | 6   | 11   | 25      |
| 4                   | Pháp (FRA)          | 5    | 5   | 9    | 19      |
| 5                   | Đức (GER)[a]        | 3    | 5   | 5    | 13      |
| 6                   | Hungary (HUN)       | 3    | 4   | 2    | 9       |
| 7                   | Canada (CAN)        | 3    | 3   | 10   | 16      |
| 8                   | Na Uy (NOR)         | 2    | 3   | 3    | 8       |
| 9                   | Ý (ITA)             | 2    | 2   | 0    | 4       |
| 10                  | Bỉ (BEL)            | 1    | 5   | 2    | 8       |
| 11                  | Australasia (ANZ)   | 1    | 2   | 2    | 5       |
| 12                  | Đế quốc Nga         | 1    | 2   | 0    | 3       |
| 13                  | Phần Lan (FIN)      | 1    | 1   | 3    | 5       |
| 14                  | Nam Phi (RSA)       | 1    | 1   | 0    | 2       |
| 15                  | Hy Lạp (GRE)[b]     | 0    | 3   | 1    | 4       |
| 16                  | Đan Mạch (DEN)      | 0    | 2   | 3    | 5       |
| 17                  | Bohemia (BOH)       | 0    | 0   | 2    | 2       |
| 17                  | Hà Lan (NED)        | 0    | 0   | 2    | 2       |
| 19                  | Áo (AUT)            | 0    | 0   | 1    | 1       |
| Tổng số (19 đơn vị) | Tổng số (19 đơn vị) | 110  | 107 | 107  | 324     |

## Liên kết
- White City Stadium/BBC radio Lưu trữ ngày 3 tháng 8 năm 2004 tại Wayback Machine
- The London Olympics by Russell James